# Colli di Rimini
Il Colli di Rimini è una DOC riservata ad alcuni vini la cui produzione è consentita nelle provincia di Rimini.

## Zona di produzione
La zona di produzione comprende l'intero territorio dei seguenti comuni: Coriano, Gemmano, Mondaino, Montescudo-Monte Colombo, Montefiore Conca, Monte Gridolfo, Morciano di Romagna, Poggio Berni, Saludecio, San Clemente, Poggio Torriana e Verucchio. Tutti in provincia di Rimini. Inoltre comprende parte dei comuni di: Cattolica, Misano Adriatico, San Giovanni in Marignano, Riccione, Rimini e Santarcangelo di Romagna. Tutti in provincia di Rimini.

## Disciplinare
Il "Colli di Rimini DOC" è stato istituito con DPR 19 novembre 1996 e pubblicato sulla Gazzetta Ufficiale n. 280 del 29 novembre 1996.
Successivamente è stato modificato con:
- DM 5 maggio 1997 - G.U. 112 del 16 maggio 1997
- DM 24 luglio 2009 - G.U. 187 del 13 agosto 2009
- DM 30 novembre 2011 G.U. 295 del 20 dicembre 2011 Pubblicato sul sito ufficiale del Mipaaf Sezione Qualità e Sicurezza Vini DOP e IGP
- La versione in vigore è stata approvata con D.M. 7 marzo 2014 Pubblicato sul sito ufficiale del Mipaaf Sezione Qualità e Sicurezza Vini DOP e IGP[1].

## Tipologie

### tipologia
| uvaggio                        |             |
| titolo alcolometrico minimo    | xx,xx% vol. |
| acidità totale minima          | xx g/l.     |
| estratto secco minimo          | xx,00 g/l   |
| resa massima di uva per ettaro | xxx q.      |
| resa massima di uva in vino    | xx %        |